# Hospital Universitário de Zurique
O Hospital Universitário de Zurique (em alemão: Universitätsspital Zürich) é um dos cinco hospitais universitários da Suíça, localizado no centro de Zurique. É o maior hospital do país.
O primeiro hospital de Zurique, cuja continuação é o Hospital Universitário na última instância, é recordado por ter existido já em 1204. O nome, a localização e os edifícios têm mudado desde então muitas vezes. A partir de 2008, o hospital conta com um modelo de 6.100 pessoas, fornecendo atenção médica a 160.000 pacientes ambulantes e mais de 30.000 pacientes estacionários a cada ano em 42 clínicas.
Os cientistas e médicos de renome internacional que têm praticado no hospital incluem Ferdinand Sauerbruch, Adriano Aguzzi e Rolf M. Zinkernagel, este último recebeu o prêmio Nobel pelas investigações feitas no hospital.